# Azabu
Azabu (麻布) est un quartier dans l'arrondissement de Minato à Tokyo, au Japon, construit sur des collines marécageuses au sud du centre de Tokyo. Sa surface recouvre à peu près à celui de l'ancien quartier d'Azabu, il est constitué de 9 districts officiels : Azabujūban, Azabudai, Azabu-Nagasakachō, Azabu-Mamianachō, Nishi-Azabu, Higashi-Azabu, Minami-Azabu, Moto-Azabu et Roppongi. Azabu est un des arrondissements les plus haut de gamme de Tokyo, beaucoup d'artistes, d'hommes d'affaires et de célébrités y résident.

## Histoire
Jusqu'au début de la période Edo, la zone était agricole. Des preuves archéologiques indiquent que la région était habitée dès la période Jōmon. Le sanctuaire d'Inari Juban (anciennement connu sous le nom Takechiyo Inari) a été construit en 712 apr. J.-C., le temple de Zenpuku-ji en 824 et le Sanctuaire Hikawa en 939 (sur ordre de Minamoto no Tsunemoto).
La zone a été urbanisée dans les années 1600, après que Tokugawa Ieyasu a établi le siège de son gouvernement près de Edo. Azabu devint rapidement le plus grand marché de cheval de Edo. En 1859, la première délégation américaine s'installa dans un temple à Azabu.
Azabu (ainsi que l'arrondissement adjacent de Roppongi) était un quartier de Tokyo de 1878 à 1947. Pendant l'industrialisation de l'ère Meiji, Azabu était connecté à Tokyo grâce à des tramways tirés par des chevaux. Le bas des collines s'est transformé en petites zones commerciales, tandis que le haut des collines s'est transformé en zones résidentielles. Plus tard durant la période Taishō, Azabu fut envahi par les théâtres, les grands magasins, les maisons de plaisirs et devint un des lieux de divertissement les plus connus du Japon.
Une grande partie d'Azabu fut détruite durant les bombardements de Tokyo en 1945. Les zones commerciales d'Azabu ne furent pas reconstruites après la guerre et aujourd'hui la zone est essentiellement résidentielle. À la suite de la fusion des quartiers d'Azabu et de Minato en 1947, l'office d'Azabu situé dans Roppongi fut converti en succursale de l'office gouvernemental de Minato.
Le mangaka Naoko Takeuchi réside dans ce quartier, et c'est dans la zone de Azabu Jūban que se déroule sa fiction Sailor Moon. La chanteuse Ayumi Hamasaki, internationalement connue, habite dans Minami Azabu. Beaucoup de consulats et d'ambassades se situent également dans Azabu et une forte population d'étrangers "gaijin" y réside. 
Chaque année a lieu à Azabu Jūban, le festival populaire Azabu Jūban Matsuri, un festival gastronomique aux étalages variés et aux jeux de carnaval, qui attire les foules chaque été.

## Lieux à Azabu

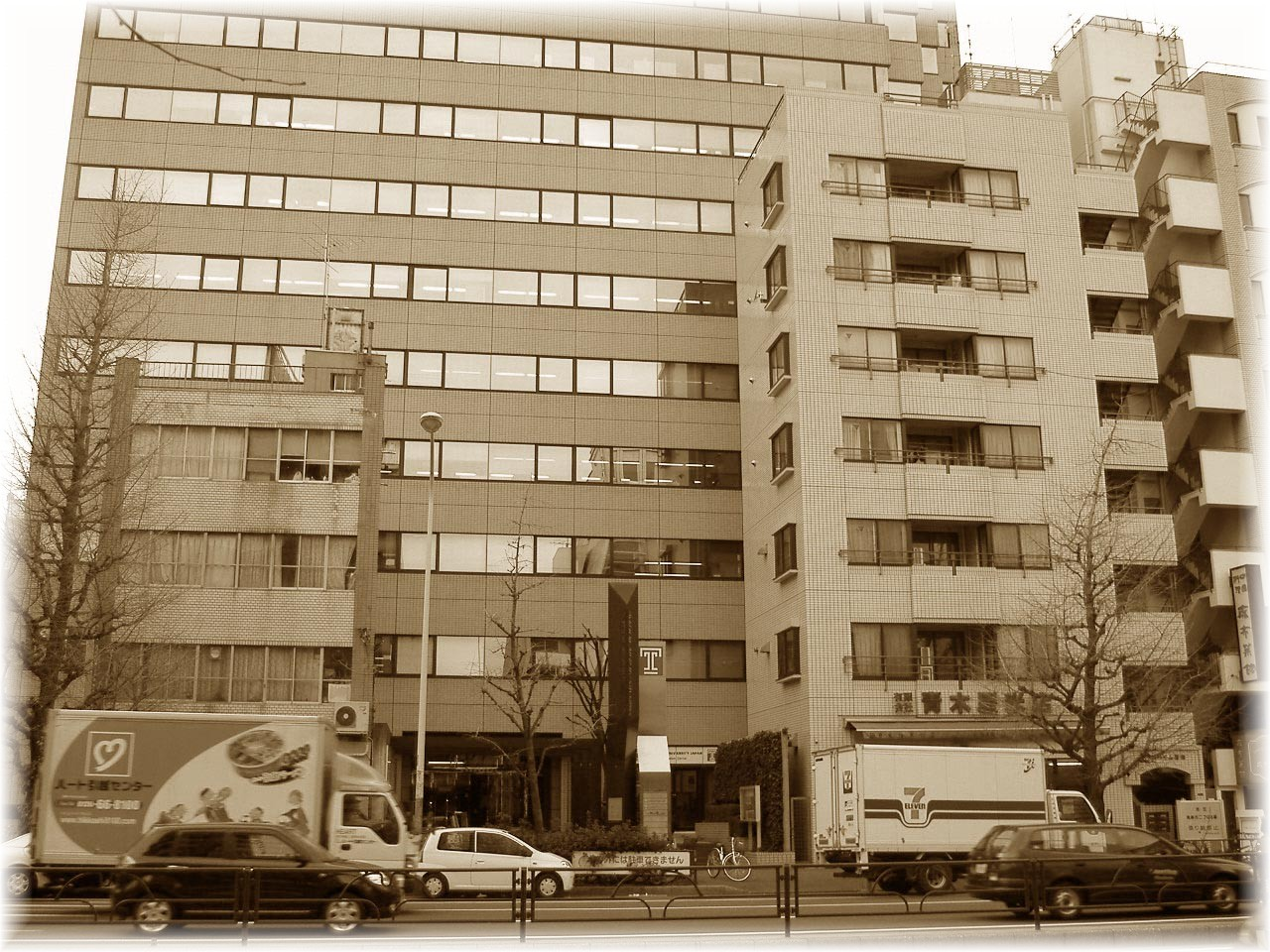
Temple University, Campus Japonais à Minami-Azabu

- Ambassades de Russie, Chine, Allemagne, Australie, Suisse, Taïwan, Norvège,  Finlande, Corée du Sud, Iran, France et Grèce
- Zenpuku-ji, un temple qui accueillit la première délégation américaine au Japon en 1859.

## Entreprises à Azabu
- Fujifilm

## Station de métro
- Akabanebashi (Ligne Ōedo)
- Azabu-Jūban (Lignes Namboku et Ōedo)
- Hiroo (Ligne Hibiya)

## Éducation

### Écoles
La ville de Minato dirige des écoles élémentaires et de premier cycle du secondaire. 
Le Conseil de l'Éducation de la métropole de Tokyo dirige des écoles secondaires publiques.

### Lycées et Universités
Le campus japonais de Temple University est à Azabu.